# Letteguives
Letteguives település Franciaországban, Eure megyében. Lakosainak száma 208 fő (2022. január 1.). Letteguives Perriers-sur-Andelle, Perruel, Renneville, Auzouville-sur-Ry és Fresne-le-Plan községekkel határos.

## Népesség
A település népességének változása:
| Lakosok száma | 133  | 164  | 187  | 195  | 205  | 198  | 203  | 207  | 207  | 208  |
|               | 1968 | 1982 | 1990 | 2006 | 2013 | 2015 | 2017 | 2019 | 2020 | 2022 |